# 哈特福德 (喬治亞州)
哈特福德（英語：Hartford）是位於美國喬治亞州普瓦斯基縣的一個非建制地區。該地的面積和人口皆未知。

## 地理
哈特福德的座標為32°17′09″N 83°26′57″W / 32.28583°N 83.44917°W，而該地的平均海拔高度為78米（即256英尺）。